# ドラキュラ'72
『ドラキュラ`72』（原題：Dracula A.D. 1972）は、1972年に公開されたイギリス、アメリカのホラー映画。ハマー・フィルム・プロダクション製作、ワーナー・ブラザース提供。戦後ホラーの黄金コンビとされるクリストファー・リーとピーター・カッシングとの共演作。ドラキュラ伯爵が製作当時の現代ロンドンに甦り、ヴァン・ヘルシングの子孫と対決する異色作である。監督アラン・ギブソン。

## ストーリー
1872年のロンドン。疾走する馬車上で吸血鬼ドラキュラとローレンス・ヴァン・ヘルシングは最後の闘いを繰り広げていた。やがてヘルシングは遂にドラキュラを倒すが、自らも力尽き息絶えた。
それから100年後の1972年のロンドンにて、無軌道な若者達のグループをドラキュラの使徒アルカードが篭絡する。グループには、ローレンスの子孫ロリマー・ヴァン・ヘルシング教授の孫娘ジェシカがいた。アルカードに唆された若者達は廃墟となった教会でドラキュラ復活の儀式を行い、遂に吸血鬼を復活させてしまう。それを知ったロリマーは先祖の遺志を継ぎ、ドラキュラに闘いを挑む。

## キャスト
| 役名                         | 俳優                       | 日本語吹替                                              |
| 役名                         | 俳優                       | テレビ朝日版                                            |
| ---------------------------- | -------------------------- | ------------------------------------------------------- |
| ヴァン・ヘルシング教授       | ピーター・カッシング       | 千葉耕市                                                |
| ドラキュラ伯爵               | クリストファー・リー       | 北村弘一                                                |
| アルカード                   | クリストファー・ニーム     | 堀勝之祐                                                |
| ジェシカ・ヴァン・ヘルシング | ステファニー・ビーチャム   | 鈴木弘子                                                |
| ボブ                         | フィリップ・ミラー         | 安原義人                                                |
| マレー警部                   | マイケル・コールズ         | 石田太郎                                                |
| ジョー                       | ウィリアム・エリス         | 徳丸完                                                  |
| 刑事                         | デヴィッド・アンドリュース | 石森達幸                                                |
| ゲイナー                     | マーシャ・ハント           | 芝田清子                                                |
| 不明 その他                  |                            | 市川千恵子 麻上洋子 田中秀幸 上田敏也 弥永和子 岩名雅記 |
|                              |                            |                                                         |
| 演出                         | 演出                       | 春日正伸                                                |
| 翻訳                         | 翻訳                       | 進藤光太                                                |
| 効果                         | 効果                       | 赤塚不二夫                                              |
| 調整                         | 調整                       | 山田太平                                                |
| 制作                         | 制作                       | 日米通信社                                              |
| 解説                         | 解説                       | 淀川長治                                                |
| 初回放送                     | 初回放送                   | 1978年7月23日 『日曜洋画劇場』                          |

## 概要
本作は戦後の名門ホラーメーカーであるハマー・フィルム・プロダクションの作品群でも最も人気の高い、『吸血鬼ドラキュラ』（1958年）を第1作とするドラキュラシリーズの第7作にあたる。このシリーズとしては第1作以来14年ぶりの、ドラキュラ＝クリストファー・リーとヘルシング＝ピーター・カッシングの共演作。リーはハマーで6度目のドラキュラ、カッシングは3度目のヘルシング役である。
1970年代に入ってハマーの古典派ホラーはより刺激の強いホラー映画に押され業績が停滞していた。本作はその状況を挽回すべく、リーとカッシングの再共演を実現させるとともに、それまで常に19世紀末から20世紀初頭を舞台としてきたシリーズにおいて、初めて製作当時の現代を舞台とし、蘇ったドラキュラがヴァン・ヘルシングの子孫と闘うという設定の下、当時の現代若者風俗とクラシックホラーを融合させた意欲作であった。
ハマーは翌1973年には本作の続編である『新ドラキュラ/悪魔の儀式』を製作するが、若者風俗は描かず、ドラキュラが政財界にも影響を持つ強大な秘密組織の黒幕となるスパイ映画のような物語であった。

## 備考
ドラキュラの使徒アルカード（Alucard）の名はドラキュラ（Dracula）のアナグラムである。過去の作品では、ユニバーサル映画製作のホラー『夜の悪魔』（1943年）ではドラキュラの息子としてアルカードを名乗る吸血鬼が登場、往年の怪奇スター、ロン・チェイニー・ジュニアが演じている。